# Arthur Raffalovich

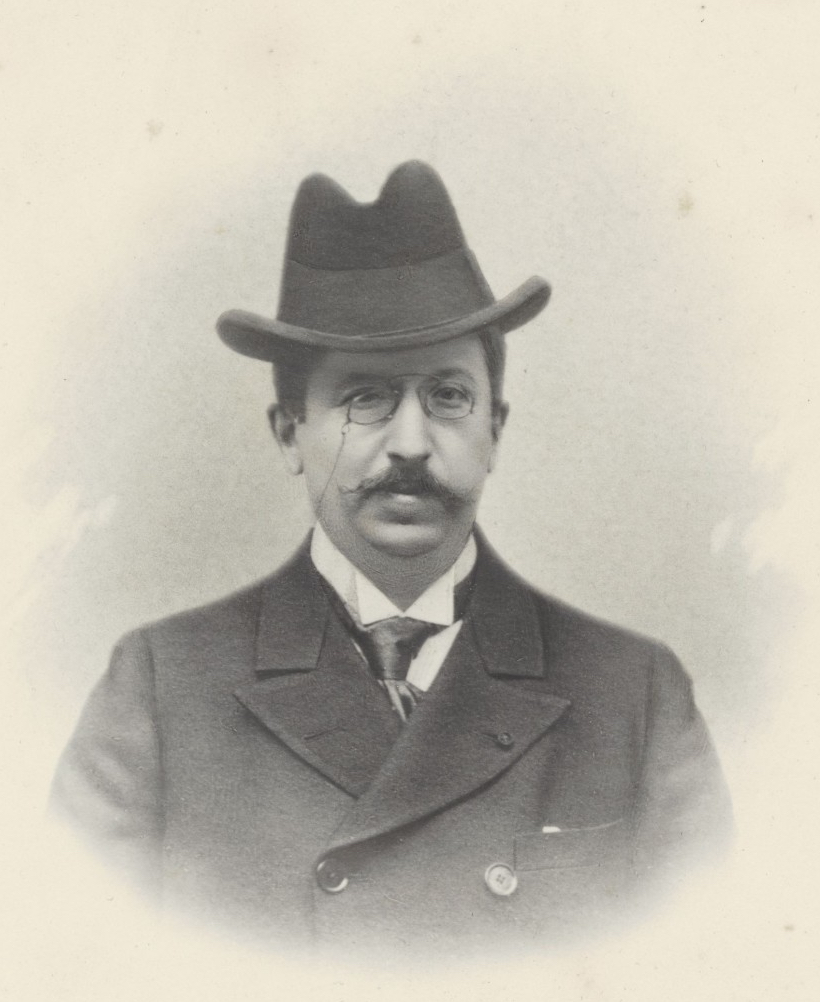
Arthur Raffalovich (1899)

Arthur Raffalovich (russisch Артур Германович Рафалович; * 1853 in Odessa; † 24. Dezember 1921 in Paris) war ein russischer Diplomat und zugleich französischer Ökonom und Wirtschaftspublizist.

## Leben
Arthur Raffalovich wurde 1853 in Odessa geboren als Sohn des wohlhabenden jüdischen Geschäftsmann Hermann Raffalovich, der die Versicherungsgesellschaft „Rossia“ gründete. Die Familie war reich, hoch gebildet und polyglott. 1863 wanderten die Raffalovichs nach Paris aus und wurden durch die späteren antisemitischen Pogrome von 1881 bis 1884 in der Richtigkeit dieser Entscheidung bestärkt. Arthur verbrachte die meiste Zeit seines Lebens in Paris resp. im französischen Kulturraum. Sein Bruder Marc-André Raffalovich, war Schriftsteller, der in London lebte und seine Homosexualität in seinen Werken thematisierte. Seine Schwester Sophie heiratete und unterstützte den Iren William O’Brien, der britischer Parlamentsabgeordneter war.

## Berufliche Funktionen
Arthur R. hatte vielfältige Talente sprachlicher, geschäftlicher, politischer und wissenschaftlicher Natur. Er war zu verschiedenen Zeiten Privatsekretär des russischen Graf Shuvalov. Ansonsten war er Vorsitzender der russischen Handelskammer in Paris, Handelsattaché an der russischen Botschaft in Paris, Finanzbeauftragter Russlands in London und unter Sergei Witte Berater des Staatsrats des kaiserlichen Russland.
In seiner Eigenschaft als französischer Publizist und Wissenschaftler war R. Redakteur der Zeitschrift „Journal des débats“ und korrespondierendes Mitglied (= ein Status für hochgestellte Ausländer) beim Institut de France.

## Wissenschaftliche Profilierung
R. war einer der wenigen französischen Autoren über das Thema der wirtschaftlichen Konzentration, der (1903) den deutschen Kartellbegriff übernahm. Ähnlich wie Étienne Martin Saint-Léon, aber mit schwächerer theoretischer Basis, sortierte R. die Wirtschaftszusammenschlüsse jener Zeit in Trusts und in Kartelle, welche er auch „syndicats européens“ nannte und damit die französischen  „Ententes“, „Comptoirs“ und „Syndicats“ einschloss.

## Affaire Arthur Raffalovich 1931
Raffalovich spielte posthum eine zentrale Rolle in der «Affaire Arthur Raffalovitch», einem Presse- und Finanzskandal des Jahres 1931. Zwischen 1900 und 1914 war der russische Diplomat an der Anbahnung französischer Kredite für Russland beteiligt gewesen. Bereits 1923/24 waren Originaldokumente über jene Vorgänge, die in die Hände der Sowjetmacht gefallen waren, in der kommunistischen französischen Zeitung L’Humanité veröffentlicht worden. Eine größere Reaktion darauf unterblieb zunächst. Erst 1931 erschien ein Pamphlet, das die unkritische Haltung der französischen Presse zu jener Zeit heftig angriff und Empörung über die Umstände der Anleihenverkäufe zugunsten Russlands hervorrief. Zwischen 1900 und 1914 waren 6,5 Millionen Francs (ungefähr 23 Millionen Euro von 2005) an namhafte Organe der Pariser Presse geflossen, um den Verkauf der russischen Staatsanleihen an das breite Publikum sicherzustellen.

## Schriften des Autors
R. schrieb Rezensionen im Journal des économistes und wiederkehrend einen Jahresüberblick über den Finanzmarkt unter dem Titel Le marché financier. Zwischen 1893 und 1920 schrieb er folgende Bücher oder war an ihnen beteiligt:
- Le logement de l'ouvrier et du pauvre. 1887.
- Les Finances de la Russie, 1887–1889. 1889.
- A History of Banking in all the Leading Nations. 1896.
- Mémoire sur la Conférence de La Haye. 1899.
- Les crises commerciales et financières depuis 1889. 1900.
- The State Monopoly of Spirits in Russia and its Influence on the Prosperity of the Population. 1901.
- Trusts, Cartels et Syndicats. Paris 1903.
- Le Système de banque en Angleterre. 1911.
- Russia: Its Trade and Commerce. 1918.
- La Détresse de la Russie: Ce que les Bolcheviks ont fait des finances publiques. 1919.
- Le Problème financier russe: La dette publique de la Russie. 1922.